# Глибинна зірка шість
«Глибинна зірка шість» (англ. DeepStar Six) — американський науково-фантастичний фільм 1989 року режисера Шона Каннінгема.
Команда науковців працює на підводній морської станції «Глибинна зірка 6», яку фінансує командування ВМС США для виконання наукових дослідження та будівництва підводних бункерів для ядерних ракет. Під час огляду території, на якій планується побудувати ракетні шахти, науковці знаходять підводну печеру. Створіння, що мешкало там, прокидається та загрожує станції.
Фільм вийшов того ж року, що й більш успішний «Безодня» та зазнав критики за неоригінальність сюжету й млявість головних персонажів, хоча більшість критиків схвально відгукувалися про дизайн чудовиська.

## Сюжет
На дні океану діє військово-морський об'єкт США «Глибинна зірка шість» для становлення підводної ракетної бази. Його команда складається з 11 військових і цивільних осіб, які працюють на дні вже пів року. Проєкт очолює Джон Ван Гелдер. Геолог Джойс Коллінз останнього тижня місії виявила масивну систему печер. Ван Гелдер наказує використати глибинні бомби, щоб зруйнувати печери, на розчарування доктора Скарпеллі, який хоче вивчити екосистему всередині.
Вибух бомб руйнує частину морського дна, утворюючи величезну тріщину на дні океану. Пілоти підводного човна «Морський краб» Осборн і Годжес відправляють безпілотний зонд на дослідження, але втрачають контакт і наважуються дослідити тріщину самотужки. Знайшовши зонд, вони фіксують великий об'єкт за мить до того, як на них нападає невидима істота. Потім істота атакує оглядову платформу «Глибинної зірки», залишаючи Джойс Коллінз і вмираючого Бурціагу в пастці, на краю розщелини. Капітан Лейдлоу та пілот підводного човна «Dsrw» Макбрайд, який також є коханцем Коллінз, намагаються врятуватися. Вони причалюють до платформи й рятують Коллінз, але нестійкі двері люка закриваються перед Лейдлоу. Смертельно поранений, він затоплює відсік, змушуючи Макбрайда і Коллінз повернутися на свій підводний човен «Dsrw» без нього.
Екіпаж, що залишився, готується покинути базу «Глибинну зірку», але спершу потрібно убезпечити ракетну базу. Без Лейдлоу виконанням необхідного протоколу займається технік Снайдер. Коли комп'ютер запитує що сталося, Снайдер повідомляє про «агресію». Комп'ютер робить висновок, що стався напад ворожої держави та радить підірвати боєголовки. Снайдер погоджується, і в результаті ядерного вибуху поширюється ударна хвиля, яка пошкоджує «Глибинну зірку» і систему охолодження ядерного реактора бази. Через це реактору загрожує вибух за декілька годин. Екіпаж починає ремонт, щоб відновити подачу електрики енергію та повітря для виконання декомпресії.
Інженер Джим Річардсон виходить назовні в костюмі JIM, щоб провести ремонт, але істота, що виявляється велетенським ракоподібним «депладоном», переслідує його. Скарпеллі робить висновок, що її приваблює світло. Екіпаж тягне Джима через шлюз, але депладон проривається всередину й перекушує Джима навпіл. Команда відступає, коли депладон вбиває охопленого панікою Скарпеллі. Озброївшись рушницями та гарпунами з розривними патронами, вони повертаються, щоб завершити ремонт. Їм це вдається, але депладон атакує, і Ван Гелдер гине. Вони тікають до медичної лабораторії. Снайдеру ввижається Ван Гелдер, тоді він стрибає в евакуаційну капсулу сам і запускає її зі станції. Однак, оскільки він не пройшов декомпресію, зміна тиску вбиває його при підйомі.
Макбрайд пливе через затоплену базу до останнього засобу втечі — мініатюрного підводного човна. Поки його немає, депладон вривається в медичну лабораторію, і Даян Норріс атакує його з перезарядженим дефібрилятором. Норріс вражає струмом себе та депладона, що дозволяє Коллінз та Макбрайду втекти.
Реактор бази вибухає, підводний човен з Коллінз і Макбрайдом досягає поверхні, але депладон випливає слідом. Макбрайд виливає паливо, яке підриває сигнальною ракетою. Він стрибає у воду й допливає до надувної шлюпки Коллінз, після чого обоє лишаються там чекати рятувальної команди ВМС.

## Творці фільму

### Режисер
- Шон Каннінгем

### Сценарій
- Луіс Абернаті та Джеф Міллер

### Продюсери
- Маріо Кассар та Ендрю Вайна — виконавчі продюсери
- Шон Каннінгем та Патрік Маркі[en] — продюсери

### Актори та персонажі
- Турін Блек[en] / Taurean Blacque — капітан Філіп Лейдлоу
- Ненсі Евергард / Nancy Everhard — Джойс Коллінз
- Грег Евіган / Greg Evigan — МакБрайд
- Мігель Феррер — Снайдер
- Ніа Піплз[en] / Nia Peeples — Скарпеллі
- Метт Маккой — Джеймс «Джим» Річардсон
- Сінді Пікетт[en] / Cindy Pickett — доктор Діана Норріс
- Маріус Веєрс[en] / Marius Weyers — доктор Джон Ван Гелдер
- Ілля Баскін / Elya Baskin — Барціага
- Том Брей[en] / Thom Bray — Джон «Джонні» Годжес
- Ронн Керролл[en] / Ronn Carroll — Озборн

### Композитор
- Гаррі Манфредіні[en] / Harry Manfredini

### Оператор
- Мак Алберг[en] / Mac Ahlberg

## Сприйняття
Згідно з Rotten Tomatoes, фільм схвалили тільки 15 % критиків. Середня оцінка складає 4,2/10.
The New York Times зазначає, що використані в фільмі мініатюри сміховинно непереконливі, а темп недоречно для свого жанру рівномірний, з мінімумом напруги. Чудовисько здебільшого з'являється наприкінці фільму, що проте не викликає відчуття кульмінації.
Згідно з Variety, серед персонажів немає чіткої центральної групи. Яскрава гра Мігеля Феррера розмивається, коли його персонаж божеволіє. А чудовисько більше нагадує маріонетку з фільмів жахів 1950-х років, ніж справжню загрозу.
Огляд Time Out повідомляє, що актори добре грають у сценах бійок, але надокучливі в діалогах, переповнених технічною балаканиною. Єдиними винахідливими аспектами фільму є різноманітні смертельні випадки та морське чудовисько, що змушує згадати фільм «Щелепи». Режисер Шон Каннінгем достатньо грамотно імітує Рідлі Скотта та Джеймса Кемерона, але «Глибинна зірка шість» не більше, ніж наслідування попередніх фільмів.

## Цікаві факти
- Переклад фільму українською виконано телеканалом КІНО
- Ілля Баскін народився у Ризі, а 1976 року емігрував до США. До еміграції з СРСР знявся у фільмі «Велика перерва» («Большая перемена», 1972)
- сценарист Луіс Абернаті продав свій сценарій у той час, коли його друг Дж. Камерон працював над фільмом «Безодня». Незважаючи на прохання Камерона притримати фільм, щоб не створювати конкуренції для «Безодні», Абернаті почав працювати над фільмом і став персоною нон ґрата для Камерона аж доки вони не відновили дружні стосунки під час співпраці у вересні 1995, знімаючи занурення для «Титаніка» (1997)